# Eleocharis viridans
Eleocharis viridans là loài thực vật có hoa trong họ Cói. Loài này được Kük. ex Osten mô tả khoa học đầu tiên năm 1931.